# Der Kurier
Der Kurier war eine von der französischen Besatzungsmacht im Jahr 1945 geförderte lizenzierte Tageszeitung mit liberalem Einschlag im Berlin der  Nachkriegsjahre. Im Erscheinungsbild kam die Zeitung zuerst im Boulevardstil als erste Abendzeitung in Berlin heraus. Eine Besonderheit war anfangs, dass es eine Wochenausgabe der Zeitung für deutsche Kriegsgefangene in Frankreich gab. 
Zu den Gründungsmitgliedern des Kurier gehörten Margret Boveri, Carl Linfert und  Eberhard Schulz. Carl Helfrich war der erste Chefredakteur, der aber bald durch Paul Bourdin abgelöst wurde. Die Wirtschaftsredaktion übernahm Hans Otto Wesemann, der vorher für die Frankfurter Zeitung (FZ) und Das Reich Artikel schrieb. Von der FZ kamen auch die Redakteure Kurt Balzer und Eberhard Schulz. Im Feuilleton der bis 1965 von Johann Baptist Gradl verlegten Tageszeitung arbeitete neben Boveri Karl Korn, der vorher bei der FZ und Das Reich tätig war. Auch Christa Rotzoll kam von Das Reich zum Kurier wie ebenfalls Peter Bamm.
Die Zeitung wurde von dem Verlag Neue Verlagsgesellschaft Der Kurier mbH mit Sitz in der Reinickendorfer Straße 3 herausgegeben. Gedruckt wurde Der Kurier  in Berlin-Gesundbrunnen in der Schulzendorfer Straße 26 durch die Hentschel, Heidrich & Co. GmbH.
Sie erschien anfangs dreimal wöchentlich mit dem Untertitel „die Berliner Abendzeitung“ am Montag, Mittwoch und Freitag. Schon nach sechs Monaten konnte die Zeitung sechsmal wöchentlich erscheinen, später wurde die Zeitung täglich zweimal (wöchentlich zwölfmal) mittags und nachmittags gedruckt. Der Verkauf erfolgte zuerst nur im Straßenvertrieb. 
Der Kurier erschien vom 12. November 1945 bis zum 31. Dezember 1966, dann wurde ihr Erscheinen aus Mangel an Abonnenten eingestellt. Der Kurier wurde in seiner Endphase bis zur Einstellung im Druckhaus Tempelhof gedruckt. 